# Илийна река
Илийна река е река в Западна България, област Кюстендил, община Рила, ляв приток на Рилска река от басейна на Струма. Дължината ѝ е 16 km. Отводнява северните склонове на Югозападния дял на Рила и е най-големият приток на Рилска река.
Илийна река се образува от сливането на двете съставящи я реки – Мермерица (лява съставяща), изтичаща от Мермерското езеро, западно от Мермерския рид и Караомерица (дясна съставяща), водеща началото си от Синьото езеро в Караомеришкия циркус на Средна Рила. Двете реки се събират в западното подножие на хребета Мермера и образуват Илийна река, която протича по добре оформена коритовидна долина. Влива се отляво в Рилска река, на 1026 m н.в., на 2,8 km югозападно от Рилския манастир.
Основни притоци: → ляв приток, ← десен приток
- ← Дядоильо дол (Дядоилево дере)
- → Коджакорийца
- ← Бабино дере
- → Радовичка река
- → Димчово дере
- → Чамдере
- ← Чаушко дере
- ← Белоборско дере
- → Тъмното дере
- → Краварско дере

Най-забележителният от притоците е Дядоильов дол (Дядоилево дере). Той води началото си югозападно от връх Дъбрава. Името си притокът получава от скален навес, който служел за убежище на Ильо войвода. Надвесът е известен като Дядо Ильова пещера.

## Топографска карта
- Лист от карта K-34-71. Мащаб: 1 : 100 000.